# Кулага, Захар
Захар Кулага (укр. Захар Кулага; около 1552 года или,по другим данным,1550\1540—1589) — гетман Украины в 1585 и 1589 годах.
Данных о жизни Кулаги сохранилось мало. Достоверно известно, что в 1589 году Кулага был кошевым атаманом запорожского коша на Запорожской Сечи. По его инициативе на Днепре была сформирована казацкая флотилия, которая отправилась в поход на Крым.
Весной-летом 1589 отряд казаков вышел в море и близ города Козлова (современная Евпатория) встретил турецкую эскадру.
Во время внезапного ночного нападения на турок, казаки сумели взять галеры на абордаж и, перебив экипажи, освободили невольников-вëсельников.
Затем казаки численностью 800—1500 человек на лодках-чайках под командованием З. Кулаги ворвались в город Козлов, где в это время проходила ярмарка, разрушили и ограбили город, освободили пленных и рабов.
Во время уличных боев кошевой потерял контроль над отрядом, а мелкие казацкие ватаги не координировали своих действий.
Этим воспользовался комендант города, представитель ханского рода Фети-Гирей. Быстро собрав все имеющиеся в городе вооруженные силы, он стал нападать и уничтожать отдельные немногочисленные группы казаков. Уже у причала татары напали на обремененного добычей кошевого атамана, который имел при себе лишь охрану из нескольких десятков человек.
Казацкая хроника свидетельствует, что Захар Кулага защищался храбро, его воины мужественно отбивались от нападавших татар, но силы были неравными, и атаман погиб.